# Marco Carburi
Marco Carburi, född 1731, död 5 december 1808, var en italiensk greve, kemist och mineralog.
Carburi hade studerat i Bologna som lärjunge till Jacopo Bartolomeo Beccari. Han blev professor i experimentell kemi vid universitetet i Padua 1759. Han invaldes som utländsk ledamot av Kungliga Vetenskapsakademien 1762.